# Vytautas Petrulis
Vytautas Petrulis (ur. 3 lutego 1890 w Katelišės koło Poniewieża, zm. 1942 w Uchcie) – litewski polityk chadecki, wieloletni minister finansów, marszałek sejmu i szef rządu Litwy kowieńskiej, określany jako ojciec litewskiej waluty narodowej – lita.
Po ukończeniu studiów ekonomicznych pracował jako księgowy. W 1920 roku został dyrektorem Banku Handlowo-Przemysłowego w Kłajpedzie („Prekybos ir pramonės banko”).
W 1918 roku został członkiem Taryby, reprezentując w niej chrześcijańskich demokratów („Lietuvių krikščionių demokratų partija”, LKDP). Następnie przez miesiąc (od marca do kwietnia 1919 roku) sprawował urząd ministra finansów z nadania premiera Dovydaitisa. Resortem finansów, przemysłu i handlu kierował również w gabinecie Ernestasa Galvanauskasa i Tumėnasa od sierpnia 1922 do czerwca 1925 roku.
Po tym jak w czerwcu 1922 roku został wprowadzony lit, Petrulis był często określany jako jeden z ojców litewskiej waluty narodowej, mimo że formalne urzędowanie w roli ministra rozpoczął dwa miesiące później.
Posłował na Sejm II i III kadencji (1923–1927), reprezentując zbliżoną do chadecji partię chłopską („Lietuvos Ukininku Sajunga”, LUS).
4 lutego 1925 roku rozpoczął urzędowanie jako premier, zastępując w tej roli Antanasa Tumėnasa. Od września 1925 do marca 1926 stał na czele litewskiego sejmu na miejsce Leonasa Bistrasa, który został szefem rządu.
W lipcu 1940 roku aresztowany przez NKWD i wywieziony do łagru w Komi, został zastrzelony w 1942 roku w okolicach Uchty.